# Стари надгробни споменици у Мутњу
Стари надгробни споменици у Мутњу (Општина Горњи Милановац) груписани на сеоском гробљу представљају важан извор података преко кога се може пратити генеза становништва овог села.

## Мутањ
Село Мутањ налази се у централном делу општине Горњи Милановац, под Рудником, на три километра од Ибарске магистрале. Према североистоку граничи се са селом Мајдан где је од давнина вршена интензивна експлоатација руде. Први помени села Мутањ датирају из турских пописа 1559/60. и 1572. године. Данашње насеље настало је 1809. године од досељеника са подручја Старог Влаха и из околине Ужица.

### Сеоско гробље
У Мутњу постоји само једно сеоско гробље, испод кога су видљиви остаци старије некрополе. Надгробници из 19. века углавном понављају различите варијанте стуба са натписом и једноставним геометријским урезима, или су у облику крста. У највећем броју споменици су клесани од пешчара слабијег квалитета који се љуспа и осипа.